# Жарки (Хакасия)
Жарки — упразднённое в 2001 году село в Боградском районе Республики Хакасия Российской Федерации. Входило в состав Сонского сельского поселения.

## География
Располагалось в верховье реки Карыш у железнодорожной линии Копьёво — Шира — Тигей Красноярской железной дороги.

## История
В 1990 г. Указом Президиума Верховного Совета РСФСР посёлок 308-км переименован в Жарки.
Упразднено в 2001 году Постановлением Президиума Верховного Совета Республики Хакасия от 10.04.2001 N 56-п.

## Инфраструктура
Путевое хозяйство. Платформа 308 км (код 885646).

## Транспорт
Железнодорожный транспорт.